# Amblypterus
Amblypterus è un genere estinto di pesci ossei attinopterigi appartenente ai Palaeonisciformes, vissuto durante il Permiano inferiore in Europa. Il genere fu descritto per la prima volta da Louis Agassiz nel 1833.

## Descrizione
Amblypterus era un piccolo pesce osseo dal corpo fusiforme. Gli esemplari conosciuti variano in lunghezza del tronco da 34 a 128 mm. Le scaglie erano lisce e romboidali, con strie concentriche sui margini posteriori. Gli occhi erano dotati di anello sclerotico, indicativo di un'acuità visiva adattata all’ambiente acquatico.
Il mascellare era piuttosto simile a quello di Paramblypterus. Le caratteristiche del cranio e della mascella suggeriscono adattamenti alla suzione come modalità di alimentazione.
Amblypterus presenta un’ornamentazione distinta su parietali, postparietali, extrascapolari, posttemporali, dermosfenotici e supratemporali. È privo di processo parietale e possiede una singola coppia di extrascapolari laterali. L’osso nasale è presente come singola ossificazione e borda anteriormente l’orbita. Il supratemporale è più del doppio in lunghezza rispetto al dermosfenotico 1, e sia il dermosfenotico 1 che il 2 sono in contatto con il nasale.
È presente un unico dermoiale e due suborbitali. La piastra mascellare è profonda. Il numero di raggi branchiostegali è pari a dieci. Il postcleitro è assente. Le scaglie hanno margini posteriori dritti e sono ornate da strie concentriche. Lungo la linea laterale sono disposte circa 40 ± 2 file di scaglie.

## Classificazione
La specie tipo del genere Amblypterus è Amblypterus latus, descritta per la prima vlta da Louis Agassiz nel 1833, edesignata come specie tipo del genere da Woodward nel 1891. Il tipo nomenclaturale originale è andato perduto, ma l'esemplare VP 1301 (St 21), conservato presso il museo USGP di Strasburgo, è spesso considerato rappresentativo, anche se identificato come A. lateralis, ritenuto sinonimo. Un'altra specie descritta da Agassiz è A. lateralis, attualmente considerata un sinonimo della specie tipo.
Alcuni autori hanno sottolineato difficoltà nella distinzione tra Amblypterus e il genere affine Paramblypterus, dovute a diagnosi precedenti incomplete e alla perdita del tipo originario. Tuttavia, recenti analisi morfologiche confermano la validità di Amblypterus come genere distinto, pur evidenziando una forte somiglianza anatomica con Paramblypterus soprattutto a livello dell’apparato alimentare.
I fossili provengono da Lebach, presso Saarbrücken, in Germania, e sono stati ritrovati nello strato noto come Humberg-Bank, appartenente al Rotliegend, formazione tipica del Permiano inferiore (Autuniano).
Il genere Amblypterus è noto da almeno 73 esemplari fossili conservati in varie collezioni tedesche. Alcuni presentano crani ben conservati, che hanno permesso un’analisi dettagliata dell'anatomia cranica e dell'apparato branchiale.
Le differenze tra Amblypterus e Paramblypterus si concentrano soprattutto in caratteristiche non direttamente collegate all’anatomia funzionale, mentre le somiglianze nell’apparato boccale indicano una convergenza evolutiva legata all’alimentazione.
Amblypterus, per lungo tempo, è stato una sorta di "cestino dei rifiuti" per numerose specie di attinotterigi basali, analogamente ad altri generi come Palaeoniscum, Elonichthys e Rhadinichthys. Tra le varie specie attribuite ad Amblypterus e non più considerate appartenenti a questo genere ricordiamo A. blainvillei (ora Aeduella), A. macropterus (ora Rhabdolepis), A. agassizi (ora Gyrolepis).